# 珠池县
珠池县，中国古县名。
唐朝贞观六年（632年）置，治所在今广西壮族自治区合浦县南。属越州（后改为廉州）。贞观十二年（638年），省入合浦县。 